# عبد العزيز بن عبد المحسن التويجري
عبد العزيز بن عبد المحسن التويجري، (1912 - 10 يونيو 2007) كاتب ومسؤول سعودي كان نائباً لرئيس الحَرس الوطني السعودي المساعد بمرتبة وزير.

## النشأة
ولد في حوطة سدير في سنة يُقال لها سنة الرحمة عام 1337هـ، ثم انتقل من حوطة سدير إلى المجمعة وعمره عشر سنوات. والدته هي نورة بنت حماد العشري من أهالي حوطة سدير، وعاش في كنف جده من أمه الشيخ حماد بن عشري بعد وفاة والده وهو صغير ومن ثم انتقل إلى المجمعة بطلب من أخيه الأكبر حمد الأخ غير شقيق وعمره عشر سنوات. بدأ عمله متطوعاً في صفوف جيش الملك عبد العزيز بن عبد الرحمن آل سعود.

## حياتهُ والمناصب التي تقلَّدَهَا
- في عام 1350هـ عُيِّنَ مشرفاً على بيت مال المجمعة وسدير والزلفي بأمر مِنْ جلالة الملك عبد العزيز.
- في عام 1357هـ عُيِّنَ رئيساً لمالية المجمعة وسدير والزلفي بأمر من جَلالة الملك عبد العزيز.
- في عام 1381هـ عُيِّنَ وكيلاً للحرس الوطني بموجب المرسوم الملكي رقم (6/21/2322) بتاريخ 28 /5 /1381هـ.
- بتاريخ 5 /7 /1397هـ صَدَرَ الأمر الملكي رقم (1/177) بتعيينه نائباً لرئيس الحَرس الوطني المساعد بالمرتبة الممتازة.
- عضو مجلس القوى العاملة الصَّادر بالمرسوم الملكي رقم (م/31) وتاريخ 1/8 /1400هـ.
- نائب رئيس اللجنة العليا بالحرس الوطني الصَادر بالأمر رقم (87/م) وتاريخ 22 /7 /1411هـ.
- عضو اللجنة العليا لإعداد النظام الأساسي للحكم الصَّادر بالمرسوم الملكي رقم (أ/90) بتاريخ 27 /8 /1412هـ.
- عضو اللجنة العليا لإعداد نظام مجلس الشورى الصَّادر بالمرسوم الملكي رقم (أ/91) وتاريخ 27 /8 /1412هـ.
- عضو اللجنة العليا لإعداد نظام المناطق الصَّادر بالمرسوم الملكي رقم (100/92) وتاريخ 27 /8 /1412هـ.
- عضو مؤسس في مؤسسة اليَمَامة الصحفيّة.
- نائب رئيس هيئة الإشراف على مجلة الحَرس الوطني.
- نائب رئيس اللجنة العُليا للمهرجان الوطني للتراث والثقافة.
- كرسي الزمالة باسم عبد العزيز بن عبد المحسن التويجري بجامعة هارفرد بالولايات المتحدة الأمريكية ويعني ذلك توفير منح دراسيّة للطلاب المتفوقين مِنْ مختلف أنحاء العالم للدراسة في جامعة هارفرد وبالأخص طلاب العَالَم الإسلامي والعربي.
- شهادة تقدير مِنْ جَامعة جورجيا الحكومية بالولايات المتحدة الأمريكية كإحدى الشخصيّات المُشَاركة بالدراسة المتعلقة بصانعي القرار الإستراتيجي.
- تم إنشاء كرسي الشيخ عبد العزيز بن عبد المحسن التويجري للدراسات الإنسانيّة بجامعة الإمام.
- حصل على عدد مِنَ الأوسمة والميداليات.
- قام بمشاريع خيرية داخل المملكة وخارجها.
- هوايته القراءة والمشي.
- شَارَكَ في معظم رحلات خادم الحَرَمين الشريفين الملك عبد الله بن عبد العزيز منذ عُيِّنَ رئيساً للحرس الوطني سنة 1384هـ إلى مختلف دول العَالَم.
- شَارَكَ في كثير من مؤتمرات القمة الخليجية والعربية والإسلامية والدولية.
- شَارَكَ في الكثير من الندوات الفكرية في المملكة وخارجها.
- له مراسلات وعلاقات صداقة مع معظم الشخصيّات العالمية والعربية والسياسيّة والثقافيّة.
- وقد عاصر الشيخ عبد العزيز بن عبد المحسن التويجري نهضة وتطور الحرس الوطني حيث شارك في وضع ورسم الخطط والبرامج والسياسات لتطوير الحرس الوطني وتحديث تنظيماته في كافة مجالاته العسكرية والإدارية والصحية والتعليمية والثقافية. وقد ساهم في النهضة الحضارية التي وصل إليها الحرس الوطني في كافة المجالات، كما عاصر بدايات انطلاق المهرجان الوطني للتراث والثقافة والذي ينظمه الحرس الوطني سنوياً وحرص على الإشراف على برامجه ومنتدياته الثقافية، كما أن له اهتماماً كبيراً بالتراث والأدب والثقافة.
- لقد قام بمشاريع خيرية داخل المملكة وخارجها منها مجمع عبد العزيز وعبد الله التويجري التعليمي بمحافظة المجمعة ومجمع التأهيل الشامل.
- تم إنشاء قاعة الشيخ عبد العزيز بن عبد المحسن التويجري بمركز الأبحاث والكبد بجامعة لندن.[4]

## الجوائز التي حصل عليها
- له كرسي الزمالة باسم عبد العزيز بن عبد المحسن التويجري بجامعة هارفارد بالولايات المتحدة ويعني ذلك توفير منح دراسية للطلاب المتفوقين من مختلف أنحاء العالم للدراسة في جامعة هارفارد وبالأخص طلاب العالم الإسلامي والعربي.
- شهادة تقدير من جامعة جورجيا الحكومية بالولايات المتحدة كإحدى الشخصيات المشاركة بالدراسة المتعلقة بصانعي القرار الإستراتيجي.
- حصل على عدد من الأوسمة والميداليات.

## مِنْ مؤلفاته المطبوعة
- في أثر المتنبي بين اليمامة والدهناء. القاهرة – المكتب المصري الحديث – الطبعة الأولى عام 1979م.
- في أثر المتنبي بين اليمامة والدهناء. بيروت – دار الساقي – الطبعة الثانية عام 2004م.
- حتى لا يُصِيبُنَا الدُوار (رسائل إلى ولدي). لندن – الدار العالمية – 1403=1983م.
- منازل الأحلام الجميلة (رسائل إلى ولدي). لندن –الدار العالمية– 1403هـ=1983م.
- حَاطب ليلٍ ضجر «في جزئين». القاهرة – دار الشروق – 1987م.
- أبا العلاء ضَجَرَ الركب مِنْ عَناء الطريق. الرياض – مطبعة الفرزدق – 1410هـ=1990م.
- خَاطِرَاتٌ أرَّقني سُرَاهَا. الرياض – مطبعة الفرزدق – 1411هـ=1991م.
- لسُرَاةِ الليل هَتَفَ الصَّبَاح (الملك عبد العزيز دراسة وثائقية) – بيروت – دار الريّس, 1997م. وَتَعَدَّدَتْ طباعته ست طبعات.
- ذكريات وأحاسيس نامت على عضد الزمن – بيروت – دار الساقي 2000م
- رسائل خِفْتُ عليها الضياع – بيروت – دار الساقي 2001م.
- عند الصَّبَاح حَمَدَ القوم السُّرَى (الملك عبد العزيز دراسة وثائقية) الناشر – بيروت – دار الساقي 2004م
- أجهدتني التساؤلات معك أيها التاريخ – بيروت – دار الساقي 2002م.
- رَكْبٌ أدلج في ليلٍ طَالَ صباحه – بيروت – دار الساقي 2006م
- الإنسان رسالة وقارئ – بيروت – دار الساقي 2006م
- رسائل وما حكته في بيتي – بيروت – دار الساقي 2006م
- عزيزي النفط.. ماذا فعلت؟ – بيروت – المركز العربي 2010م[5]

## كتب لم تَصدر له
للشيخ عبد العزيز بن عبد المحسن التويجري عدد مِنَ الكتب حبيسة الأدراج لم تصدر بعد ولم يمهله الموت أن يخرجها إلى النور.

## وفاته
توفى الشيخ عبد العزيز بن عبد المحسن التويجري فجر يوم الأحد 10 يونيو 2007 م الموافق 24 جمادى الأولى 1428هـ عن عمر يناهز 95 عاماً.